# Antonio Domínguez Martínez
Antonio Domínguez Martínez (Sotopalacios, 14 de setembre de 1933 - Girona, 10 de gener de 2008) fou un futbolista espanyol de les dècades de 1950 i 1960.

## Trajectòria
Les seves posicions més habituals eren les d'interior o extrem esquerre. El seu primer club fou el Xerez Deportivo, on jugà durant cinc temporades, totes elles a segona divisió. L'any 1958 fitxà per l'Atlètic de Madrid, però la forta competència que tenia a la seva posició amb Joaquín Peiró i Enrique Collar, el portaren a ser cedit al Rayo Vallecano i al CD Tenerife, ambdós a segona, assolint amb el club de Tenerife l'ascens a primera. La temporada 1961-62 debutà a primera divisió amb l'Atlètic madrileny de José Villalonga, temporada en la qual guanyà la Copa del Generalísimo i la Recopa. L'any 1962 fitxà pel RCD Espanyol de la mà d'Heriberto Herrera, que ja l'havia tingut al Tenerife. Jugà dues temporades de blanc-i-blau, una a segona, assolint l'ascens, i una a primera. Després fitxà pel Reial Valladolid, on es retirà el 1965.
Un cop retirat com a futbolista establí la seva residència a Catalunya, exercint tasques d'entrenador al CF Tordera.